# 林廷海
林廷海，中华人民共和国政治人物、外交官。
1994年，接替乐俊清，担任中华人民共和国驻莱索托大使。1997年，由陈来元接任。